# NGC 5219
NGC 5219 (ook: NGC 5244) is een spiraalvormig sterrenstelsel in het sterrenbeeld Centaur. Het hemelobject werd op 1 juni 1834 ontdekt door de Britse astronoom John Herschel.

## Synoniemen
- ESO 270-23
- MCG -7-28-7
- IRAS 13356-4536
- PGC 48236